# Tarnitz
Die Tarnitz ist ein rechter Nebenfluss der Löcknitz im Südwesten Mecklenburg-Vorpommerns und im Norden Brandenburgs.
Der etwa 14 Kilometer lange Flusslauf hat seinen Ursprung in einer kleinen Waldfläche auf der Gemeindegrenze zwischen Muchow und Stolpe auf einer Höhe von etwa 42 Metern über dem Meeresspiegel. Von hier aus fließt die Tarnitz zunächst etwa einen Kilometer in südwestlicher und danach in südlicher Richtung, östlich vorbei an den Orten Muchow und Zierzow. Auf dem Gemeindegebiet von Prislich grenzen am rechten Ufer Wiesen und größere Waldgebiete an, ansonsten werden fast ausschließlich Ackerflächen durchlaufen, von denen zahlreiche Entwässerungsgräben Wasser in die Tarnitz abführen. An der Landesgrenze zwischen Mecklenburg-Vorpommern und Brandenburg mündet von Westen der Meynbach ein. Von hier an verläuft die Tarnitz in südöstlicher Richtung auf Brandenburger Gebiet, bildet danach auf einem kleinen Teilstück die Landesgrenze und mündet hier bei Streesow in die Löcknitz. Der Fluss überwindet in seinem Lauf etwa 16 Meter Höhenunterschied.
Das Gutachtliche Landesprogramm Mecklenburg-Vorpommerns aus dem Jahr 2003 beschreibt den fast durchgehend begradigten Flusslauf der Tarnitz als „naturfern“.
Der Name leitet sich vom altpolabischen Wort darn für „Rasen“ ab.